# Zeebo
Zeebo fue una consola de entretenimiento y educación utilizando la red móvil 3G desarrollado por Zeebo Inc, una empresa fundada por Tectoy y Qualcomm. Los usuarios podían usarla para jugar videojuegos, conectarse a Internet, comunicarse en línea y ejecutar aplicaciones educativas. La Zeebo fue enfocada para los mercados en vías de desarrollo como Brasil y México. Zeebo Inc. describió a Zeebo como una forma de "traer la diversión y la emoción de la educación y el entretenimiento interactivo a aquellos que, hasta ahora, han tenido poco o nulo acceso a dichas tecnologías".
El 31 de mayo de 2011 se dio un comunicado oficial en donde se decía que el equipo Zeebo Inc. dejaría de existir. El soporte de la consola y el servicio a internet cesaron el 30 de septiembre del mismo año, además de no producirse más consolas Zeebo.

## Reseña
La Zeebo fue creada por Reinaldo Normand en 2008, basada en un prototipo funcional desarrollado por Dave Durnil y en un plan de negocios de Mike Yuen en Qualcomm. La intención declarada de la compañía era crear una consola asequible con juegos económicos y contenido educativo entregado mediante la distribución digital inalámbrica para evitar la piratería. No existen DVD ni cartuchos; los juegos y otros contenidos se descargaban de forma inalámbrica a través de redes celulares de banda ancha. Además de los juegos, el sistema Zeebo también proporcionaba conectividad a Internet, lo que permitía a los usuarios acceder a contenido educativo e informativo, comunicarse por correo electrónico y redes sociales (esta capacidad estuvo disponible en Brasil y México).
La Zeebo atrajo una creciente lista de contenido por parte de compañías como Activision, Capcom, Digital Chocolate, Disney Interactive Studios, Electronic Arts, Fishlabs, Flying Tiger, Gamevil, G-Mode, Glu, id Software, Limbic Software, Namco, Polarbit, Popcap, Twelve Interactive y Vega Mobile.

## Descripción general
Las características de la consola se suponía que serían plenamente explotadas por la red entidad (ZeeboNet) a través de 3G o Edge, donde el jugador podría comprar y descargar los juegos, que serían transferidas a través de las descargas mediante una moneda virtual (Z-Créditos), adquiridos por transferencia bancaria, tarjeta de crédito, domiciliación bancaria o tarjetas de pre-pago aunque luego resultó un desastre ya que la conexión a internet era muy lenta e inestable. Según Tectoy, que había cerrado una alianza con América Móvil (red de telefonía móvil que contiene a Claro) para proporcionar los datos de sólo red 3G, el usuario estaría siempre conectado a la red inalámbrica sin ningún tipo de tarifa (aunque esta afirmación podría ser falsa en México ya que Telcel, el distribuidor de Zeebo en México, cobraba por el uso de la red 3G). Es de recalcar la mala calidad de la conexión a internet de la que disponían las consolas. Además hubo varias polémicas como por ejemplo los materiales de pésima calidad con la que estaba fabricada e incluso que contaba con una ranura SD pero solo era la ranura, ya que la consola no tenía en su interior los componentes necesarios para hacer uso de ella. También el cable de voltaje de la consola era de ínfima calidad, solo era un cable genérico similar a los de los teléfonos móviles de la época.

## Características técnicas
- Procesador ARM11 / QDSP-5 a 528Mhz
- Procesador de vídeo ATI Imageon
- Memoria interna de 1 GB NAND Flash
- Memoria de trabajo de 160 MB RAM, 128 MB DDR SDRAM + 32 MB DDR SDRAM en MSM7201A
- Resolución VGA (640 x 480) - 4:3
- Conexión 3G (reduciéndose a 2.5G o 2G cuando lo necesita)
- 3 puertos USB 2.0 Standard A (Solo los puertos, no tenía los componentes para que funcionaran)
- Ranura no funcional de SD Card Slot / Interface
- Interfaz: USB HID
- Energía: Adaptador AC 5V 3A
- Consumo: 15 W max.
- Gráficos: 4 millones de polígonos por segundo
- Audio: 8 canales simultáneos MP3, ADPCM, MIDI
- Resolución: 640x480
- Tamaño: Ancho x Diagonal x Alto - 44 x 215.4 x 157 mm
- Peso: 1.3 kg
- Sensibilidad : <- 106 dBm (in UMTS)

## Desarrollo
El desarrollo de la nueva consola fue mediante una asociación de 12 empresas en el mundo, estando entre los principales la compañía de los EE. UU.: Qualcomm, que posee el 43% de Tectoy en los Estados Unidos y será nombrado Zeebo Inc - el otro 57% pertenecen al Grupo brasileño. De acuerdo con Fischer, presidente de Tectoy, el Zeebo tuvo alrededor de 17 millones de dólares en inversiones, con 5 millones de dólares proveídos por varios inversionistas y 12 millones de Qualcomm.

## Juegos
Zeebo contaba con versiones modificadas de juegos móviles y de otras consolas, como Resident Evil 4, FIFA 09, Need for Speed: Carbon, Prey, Crash Nitro Kart, Tekken 2, Double Dragon, Pac-Mania, Quake y Quake 2, entre otros. También contaba con juegos exclusivos, como Un Juego de Huevos (Um Jogo de Ovos en portugués), los juegos de carreras «Zeebo Extreme», los juegos «Boomerang Sports» y los juegos «Zeebo Football Club».
En Brasil, Zeebo venía con tres juegos gratis preinstalados - FIFA 09, Need for Speed: Carbon, y Brain Challenge (Treino Cerebral en portugués). Prey Evil, Quake y Quake 2 estaban disponibles para descargar de forma gratuita, todos en portugués.
En México, la consola venía con cinco juegos gratis preinstalados (Crash Bandicoot Nitro Kart 3D, Pac-Mania, Tekken 2, Zenonia y Zeebo Family Pack).
El catálogo de Zeebo tenía 57 juegos.